# 木下としお
木下 としお（きのした としお、1925年1月 - 2018年2月4日）は、日本の漫画家、アニメーション作家、アニメーション演出家、作画監督、実業家。アニメーション作家としては、木下 敏雄（きのした としお）で活動していた。木下 としをとも。本名は木下 敏治（きのした としはる）。日本漫画家協会、国際アニメーションフィルム協会、日本空手協会、三田文学会の各会員。

## 人物・来歴
1925年（大正14年）1月、栃木県に生まれる。1942年（昭和17年）、旧制の工業専門学校を卒業する。第二次世界大戦末期の1945年（昭和20年）には、軍需会社の設計課に勤務していた。
戦後、山本善次郎の日本動画（現在の東映アニメーション）に参加、福井英一、大工原章らとともに線画を描く。
1965年（昭和40年）7月、東京・練馬区にきのプロダクションを設立する。同社は、2009年（平成21年）10月25日、「きのプロ45周年記念アニメ発表会」を開催した。
趣味は囲碁、旅行、空手で、とくに空手は、日本空手協会、国際空手道松涛館流弘道会、空手道泉心会に所属していた。
2018年2月4日、93歳で死去した。

## ビブリオグラフィ
以下は国立国会図書館蔵書を中心とした書誌である。特筆以外は「木下としお」名義。
- 『春のグランド風景』、木下敏治名義、『小学五年』第4巻第4号所収、二葉書店、1950年4月
- 『けんぼうのこぶ』、『小学五年』第4巻第6号所収、二葉書店、1950年6月
- 『やってごらん』、共同執筆野木雪夫・飯田銈一、『幼年クラブ』第6巻第6号所収、大日本雄弁会講談社（講談社）、1950年6月
- 『とみ子のお手伝い』、『少女』掲載、光文社、1950年
- 『かっぱのおみやげ 古橋・橋爪・浜口選手をたずねて』、『小学五年生』第3巻第6号所収、小学館、1950年9月
- 『トンチ考えもの』、『小学五年生』第3巻第7号所収、小学館、1950年10月
- 『あしがら金太』、『太陽少年』第1巻第11号所収、妙義出版社、1950年10月
- 『竹でっぽう』、『小学五年生』第3巻第8号所収、小学館、1950年11月
- 『消防お話 火の見やぐらのおじさん』、『小学五年生』第3巻第9号所収、小学館、1950年12月
- 『みんなでできる新年劇それみろ!』、文宮津博、『小学五年生』第3巻第10号所収、小学館、1951年1月
- 『ひどいや』、『太陽少年』第2巻第4号所収、妙義出版社、1951年3月
- 『たんていまんが』、『よいこ三年生』第2巻第2号所収、集英社、1951年5月
- 『ピョンちゃん』、『小学三年の学習』第6巻第4号所収、学習研究社、1951年7月
- 『三銃士』、共著笹山しげる・夢野凡天、曙出版、1952年
- 『おひなさま西部へいく』、『小学四年生』第30巻第12号所収、小学館、1952年3月
- 『とんち考えもの?』、『小学四年生』第31巻第1号所収、小学館、1952年4月
- 『とっかんトンちゃん』、『よいこ三年生』第3巻第2号 - 同巻第11号連載、集英社、1952年5月 - 1953年2月
- 『こうさぎチャッピーくん』、『小学四年生』第31巻第4号所収、小学館、1952年7月
- 『夏のにこにこ大会』、『3年の学習』第7巻第6号所収、学習研究社、1952年9月
- 『たんていピカットくん』、『三年ブック』第2巻第8号 - 同巻第12号連載、学習研究社、1952年11月 - 1953年3月
- 『石童丸』、共著福田福助、太平洋文庫、1953年
- 『にこにこまんがれっしゃ』、共同執筆秋玲二・熊川正雄・瀬越けん、『二年ブック』第2巻第12号所収、学習研究社、1953年3月
- 『おもしろぺいじ』、『1年の学習』第7巻第3号所収、学習研究社、1953年7月
- 『たからさがし』、『2年の学習』第7巻第4号所収、学習研究社、1953年7月
- 『おたのしみまんが』、共同執筆山口あきら・齊藤くにお、『一年ブック』第3巻第5号所収、学習研究社、1953年8月
- 『コッピーくん』、『3年の学習』第8巻第5号 - 同巻第9号連載、学習研究社、1953年8月 - 1953年12月
- 『うかればいおりん』、原作政岡憲三、『小学二年生』第9巻第6号所収、小学館、1953年9月
- 『ロマンチックちゃん』、『少女ブック』連載、集英社、1953年 - 1954年
- 『バットくん』、『漫画少年』掲載、学童社、1954年 - 2等賞受賞作
- 『ドンちゃんの冒険』、低学年向あけぼの漫画文庫1、曙出版、1954年
- 『ドロップくん』、『野球少年』連載、芳文社、1954年 - 1955年
- 『怪盗ルパン』、おもしろ漫画文庫28、集英社、1955年6月
- 『ゆかいなまめまき』、『小学三年生』第9巻第11号所収、小学館、1955年2月
- 『いなずまくん』、『少年』連載、光文社、1955年
- 『鉄砲玉の助』、『痛快ブック』連載、芳文社、1955年
- 『りきどうくん』、『おもしろブック』連載、集英社、1955年
- 『はやぶさ太郎』、『漫画王』連載、秋田書店、1956年
- 『くろしおくん』、『漫画王』連載、秋田書店、1956年
- 『小天狗弥太郎』、『少年』連載、光文社、1955年7月 - 同年10月
- 『あっぱれ初土俵』、『少年クラブ』第43巻第2号所収、講談社、1956年1月
- 『山嵐三四郎』、『おもしろブック』正月増刊号所収、集英社、1956年1月
- 『力松くん』、『痛快ブック』1月号掲載、芳文社、1956年1月
- 『少年児雷也』、『ぼくら』連載、講談社、1956年
- 『探偵四郎』、『冒険王』連載、秋田書店、1956年8月 - 同年11月
- 『日蓮上人物語』、おもしろ漫画文庫148、集英社、1957年
- 『殺法剣豪伝』、木下としを名義、漫画文庫40、あかしや書房、1958年9月
- 『花ちゃん小町』、『少女クラブ』第36巻第11号所収、講談社、1958年9月
- 『山下清放浪記 ぶらり裸で行きたい』、木下敏雄名義、きの出版、2000年4月 ISBN 4889840117
- 『木下としおのみち草漫画集』、きの出版、2002年
- 『漫画とアニメのわかる本』、きの出版、2003年
- 『木下としおのみち草漫画集2』、きの出版、2008年

## フィルモグラフィ

### テレビ映画
すべて「木下敏治」名義である。
- 『鉄腕アトム』、虫プロダクション、1963年1月1日 - 1966年12月31日 - オープニング
- 『戦え!オスパー』、日本放送映画、1965年12月14日 - 1967年10月31日 - 作画
- 『宇宙エース』、竜の子プロダクション、1965年5月8日 - 1966年4月28日 - 演出
- 『ななこSOS』、国際映画社、1983年4月2日 - 同年12月24日 - 作画監督
- 『サイコアーマー ゴーバリアン』、ナック、1983年7月6日 - 同年12月28日 - 演出・絵コンテ・作画監督
- 『キャプテン翼』、土田プロダクション、1983年10月13日 - 1986年3月27日 - 作画監督
- 『つる姫じゃ〜っ!』、中央公論社・アウベック、1990年1月9日 - 同年12月25日 - 絵コンテ・演出

### 短篇映画
すべて「木下敏雄」名義である。
- 『ピーターくんの交通安全』（12分）、1985年
- 『虫歯になった王様』（13分）、1988年
- 『ピーターくんの火の玉たいじ』（13分）、1988年
- 『くまちゃんの交通安全』（13分）、1989年
- 『とべとべひよこ』（21分）、1991年
- 『まっ赤になったにわとり』（44分）、1993年
- 『母ちゃん泣かないで』（28分）、1994年
- 『地ごくの底を見た男』（4分）、1999年
- 『道ばたの花』（4分）、1999年
- 『わらべ唄』（10分）、2009年

## 関連事項
- きのプロダクション
- タツノコプロ
- 「私の八月十五日」の会